# Třída Le Fier
Třída Le Fier byla třída torpédovek francouzského námořnictva z období druhé světové války. Celkem byla plánována stavba čtrnácti jednotek této třídy. Rozestavěno jich bylo sedm, avšak kvůli vypuknutí války nebyla dokončena žádná. Na základě francouzské třídy Le Fier byly vyvinuty španělské torpédoborce třídy Audaz.

## Stavba
Při vývoji třídy Le Fier byly využity zkušenosti z předcházející třídy La Melpomène. Objednána byla stavba čtrnácti jednotek této třídy, z nichž byly v letech 1939–1940 založeny kýly u prvních sedmi. Do stavby se zapojily loděnice Ateliers et Chantiers de la Loire v Nantes a Ateliers et Chantiers de Bretagne v Nantes. Po pádu Francie rozestavěná plavidla ukořistilo Německo. Zatímco stavba torpédovky Le Breton byla rovnou zrušena, ve stavbě zbývajících šest plavidel se pokračovalo. Dokončit se však nepodařilo žádné. Stavba torpédovek Le Tunisien, Le Normand, Le Parisien, Le Provençal, Le Saintongeais, Le Niçois a Le Savoyard byla zrušena před založením kýlu.
Jednotky třídy Le Fier:
| Jméno          | Loděnice                          | Založení kýlu | Spuštěna | Vstup do služby | Osud |
| -------------- | --------------------------------- | ------------- | -------- | --------------- | --- |
| Le Fier        | Ateliers et Chantiers de Bretagne | 1939          | –        | –               | Rozestavěná ukořistěna Německem. Přejmenována na TA1. Nedokončena. Dne 11. srpna 1944 potopena vlastní posádkou. |
| L`Agile        | Ateliers et Chantiers de Bretagne | 1939          | –        | –               | Rozestavěná ukořistěna Německem. Přejmenována na TA2. Nedokončena. Dne 11. srpna 1944 potopena vlastní posádkou. |
| L`Entreprenant | Ateliers et Chantiers de la Loire | 1939          | –        | –               | Rozestavěná ukořistěna Německem. Přejmenována na TA4. Nedokončena. Potopena 1944.                                |
| Le Farouche    | Ateliers et Chantiers de la Loire | 1939          | –        | –               | Rozestavěná ukořistěna Německem. Přejmenována na TA5. Nedokončena. Dne 11. srpna 1944 potopena vlastní posádkou. |
| L`Alsacien     | Ateliers et Chantiers de la Loire | 1939          | –        | –               | Rozestavěná ukořistěna Německem. Přejmenována na TA3. Nedokončena. Potopena 1944.                                |
| Le Corse       | Ateliers et Chantiers de la Loire | 1939          | –        | –               | Rozestavěná ukořistěna Německem. Přejmenována na TA6. Nedokončena. Dne 11. srpna 1944 potopena vlastní posádkou. |
| Le Breton      | Ateliers et Chantiers de la Loire | 1939          | –        | –               | Rozestavěná ukořistěna Německem. Stavba zrušena.                                                                 |

## Konstrukce
Hlavní výzbroj představovaly čtyři 100mm kanóny ve dvou dělových věžích na zádi. Doplňovaly je čtyři 13,2mm kulomety a dva dvojité 550mm torpédomet. Dále nesly dva spouštěče hlubinných pum. Pohonný systém tvořily tři kotle Indret a dvě turbínová soustrojí Rateau-Bretagne (nebo Parsons) o výkonu 30 800 shp, pohánějící dva lodní šrouby. Nejvyšší rychlost dosahovala 33 uzlů. Plánovaný dosah byl 2000 námořních mil při 10 uzlech a 1300 námořních mil při 20 uzlech.